# (96189) Pygmalion
(96189) Pygmalion – planetoida z grupy Amora, należąca do obiektów NEO. (96189) Pygmalion okrąża Słońce w ciągu 2 lat i 168 dni w średniej odległości 1,82 j.a. Została odkryta 6 lipca 1991 roku w Europejskim Obserwatorium Południowym przez Henriego Debehogne. Nazwa planetoidy pochodzi od Pigmaliona, postaci z mitologii greckiej. Przed nadaniem nazwy planetoida nosiła oznaczenie tymczasowe (96189) 1991 NT3.